# ميخائيل روث (سياسي)
ميخائيل روث (بالألمانية: Michael Roth)‏ هو سياسي ألماني، ولد في 24 أغسطس 1970 في هرينغن في ألمانيا. حزبياً، نشط في الحزب الديمقراطي الاجتماعي الألماني (1987 – ).

## مناصب
- في الانتخابات الفيدرالية الألمانية 2017، انتخب عضو في البوندستاغ الألماني عن دائرة Werra-Meißner – Hersfeld-Rotenburg [الإنجليزية]‏ وقد انضم خلال فترته النيابية (24 أكتوبر 2017 – )  للكتلة البرلمانية المجموعة البرلمانية للحزب الديمقراطي الاجتماعي  [لغات أخرى]‏.
- انتخب Commissioner for Franco-German co-operation  [لغات أخرى]‏ (8 يناير 2014 – ).
- انتخب سكرتير برلماني في ألمانيا [الإنجليزية]‏.
- انتخب عضو في البوندستاغ الألماني خلال فترته النيابية  [لغات أخرى]‏ (26 أكتوبر 1998 – 17 أكتوبر 2002).

## وصلات خارجية
- ميخائيل روث على موقع مونزينجر (الألمانية)

- الموقع الرسمي